# Manoleasa (gmina)
Manoleasa – gmina w Rumunii, w okręgu Botoszany. Obejmuje miejscowości Bold, Flondora, Iorga, Liveni, Loturi, Manoleasa, Manoleasa-Prut, Sadoveni, Șerpenița i Zahoreni. W 2011 roku liczyła 3315 mieszkańców.